# Джалкинское водохранилище
Джалкинское водохранилище — памятник природы, расположенный в Гудермесском районе Чечни в 6 км к западу от города Гудермеса и 2,5 км к северо-востоку от села Джалка в старице реки Сунжи.

## Описание
В прежние годы длина озера составляла 750—800 м, а глубина достигала 3 м. В 2005 году в результате больших паводков водохранилище было наполовину смыто. Сейчас его длина 400 м, а глубина достигает 2 м.
На южной стороне растёт лес, состоящий главным образом из ясеня, дуба, гледичии.
В советское время берегу водохранилища была построена база отдыха Министерства мелиорации и водного хозяйства. На северном берегу была роща искусственно посаженной сосны, находившаяся под охраной государства как памятник природы. Впоследствии роща исчезла. В начале 2000-х годов, из-за отсутствия мер по укреплению берегов, озеро потеряло до половины своей площади.
С 2006 года имеет статус особо охраняемой природной территории регионального (республиканского) значения.